# Giuseppe Mariani (Filmschaffender)
Giuseppe Luigi Mariani ist ein italienischer Filmschaffender, der von den 1930er bis in die 1990er Jahre in unterschiedlichen Funktionen an der Entstehung von Filmen beteiligt war. Für seine Arbeit als künstlerischer Leiter bei Franco Zeffirellis Shakespeare-Adaption Der Widerspenstigen Zähmung war er 1968 für einen Oscar nominiert.

## Leben
Mariani begann seine Karriere in der Filmbranche mit einer kleinen Rolle in Mario Bonnards Komödie Papà per una notte als Steuerinspektor, damals noch unter dem Namen Luigi Mariani.
Nach dem Zweiten Weltkrieg kehrte er in die Filmbranche zurück und arbeitete unter anderem als Script Supervisor an Filmen wie La vendetta di una pazza und Gli innocenti pagano. Später übernahm er auch Aufgaben als Produktionssekretär. Beginnend mit Domenico Gambinos Drama La Luciana (1954) war er auch zunehmend als Regieassistent tätig. Wiederholt wirkte er als Assistent von Regisseur Luigi Capuano, mit dem er bis 1958 an insgesamt zehn Filmen arbeitete.
Sein erstes gemeinsam mit Capuano und Enzo Turco verfasstes Drehbuch zur Romanze Scapricciatiello wurde 1955 von Capuano verfilmt. 1958 war Mariani einer von vier Drehbuchautoren von Nunzio Malasommas Komödie Adorabili e bugiarde. Mit Gian Paolo Callegari und John Davis Hart schrieb Mariani das Drehbuch zu Mario Costas Sandalenfilm Spartacus – Der Gladiator von Rom (1962).
1961 verantwortete Mariani auf Wunsch von Roberto Rossellini das Szenenbild von dessen Historienfilm Viva l’Italia. Über diese Arbeit lernte er Franco Zeffirelli kennen. Seinen größten Erfolg feierte Mariani mit der Arbeit als künstlerischer Leiter von Zeffirellis Shakespeare-Verfilmung Der Widerspenstigen Zähmung, die ihm 1968 gemeinsam mit Renzo Mongiardino, John DeCuir, Elven Webb, Dario Simoni und Luigi Gervasi eine Oscar-Nominierung sowie eine Nominierung für den italienischen Filmpreis Nastro d’Argento einbrachte.
Kurz danach zog sich Mariani vorerst von der Arbeit in der Filmbranche zurück. Anfang der 1990er Jahre war er erneut kurzzeitig als Szenenbildner aktiv und arbeitete in dieser Funktion an Christian De Sicas Komödien Il conte Max und Ricky & Barabba.
Die Filmjournalistin Silvia Bizio nannte Mariani in ihrem Werk Italian cinema at the Academy Awards (2001) einen „eklektischen Protagonisten des italienischen Kinos“ und erfindungsreichen „Universalspieler“, der in seiner Karriere vielfältigste Funktionen übernommen hatte.

## Filmografie
Schauspieler
- 1939: Papà per una notte

Script Supervisor
- 1951: La vendetta di una pazza
- 1952: Gli innocenti pagano
- 1954: Desiderio 'e sole
- 1954: Lettera napoletana

Produktionssekretär
- 1952: Ergastolo
- 1952: Processo contro ignoti

Regieassistent
- 1954: La Luciana
- 1954: Lacrime d'amore
- 1955: Luna nova
- 1955: Unterm Leuchtturm der Liebe (La rossa)
- 1955: Scapricciatiello
- 1955: Suor Maria
- 1956: Maruzzella
- 1956: Die Kavaliere vom schwarzen Schwert (Il cavaliere dalla spada nera)
- 1956: Amaramente
- 1957: Serenata a Maria
- 1957: Onore e sangue
- 1958: Il conte di Matera (Il tiranno)
- 1958: Adorabili e bugiarde

Drehbuchautor
- 1955: Scapricciatiello
- 1958: Adorabili e bugiarde
- 1962: Spartacus – Der Gladiator von Rom (Il gladiatore di Roma)

Szenenbildner
- 1961: Viva l’Italia
- 1991: Il conte Max
- 1992: Ricky & Barabba

Künstlerischer Leiter
- 1967: Der Widerspenstigen Zähmung (The Taming of the Shrew)

## Nominierungen
- 1968: Nominierung für den Oscar für das Bestes Szenenbild für Der Widerspenstigen Zähmung, mit Renzo Mongiardino, John DeCuir, Elven Webb, Dario Simoni und Luigi Gervasi[2]
- 1968: Nominierung für den Nastro d’Argento der Sindacato Nazionale Giornalisti Cinematografici Italiani in der Kategorie Bestes Szenenbild (Migliore Scenografia) für Der Widerspenstigen Zähmung